# Plaque d'immatriculation namibienne

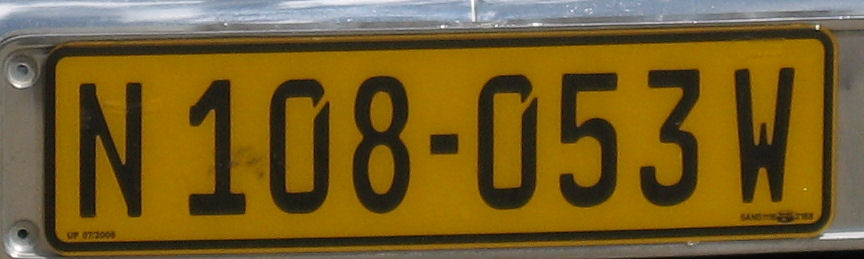
Plaque d'immatriculation namibienne pour Windhoek.

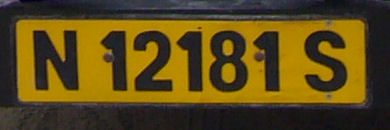
Plaque d'immatriculation pour Swakopmund.

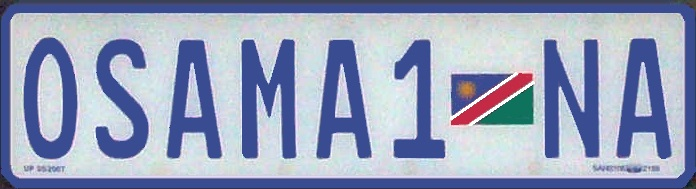
Plaque d'immatriculation personnalisée.

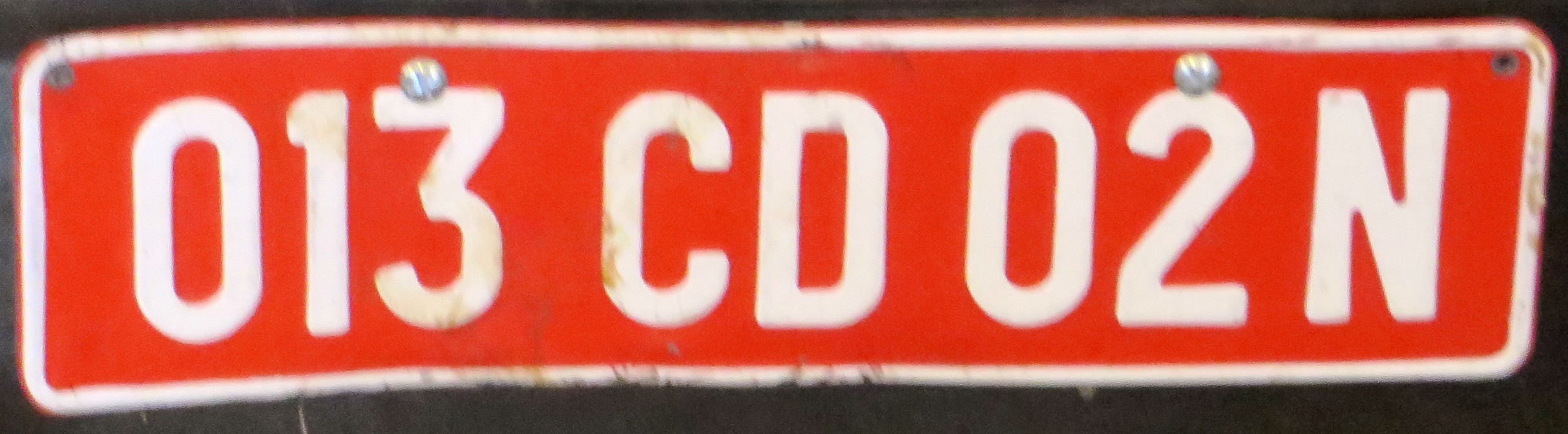
Plaque diplomatique.

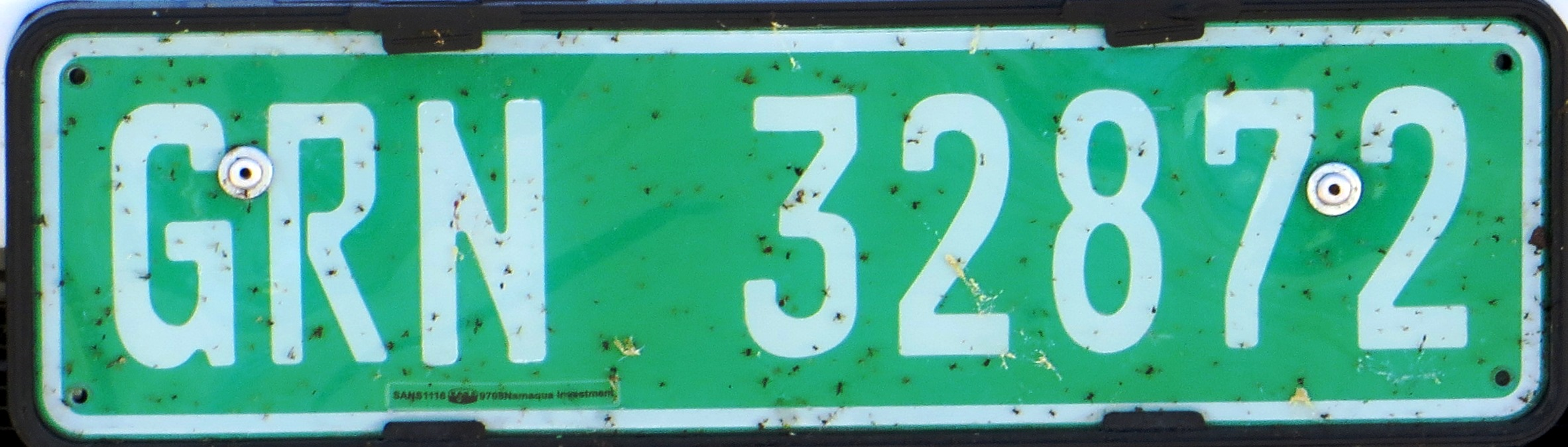
Plaque gouvernementale.

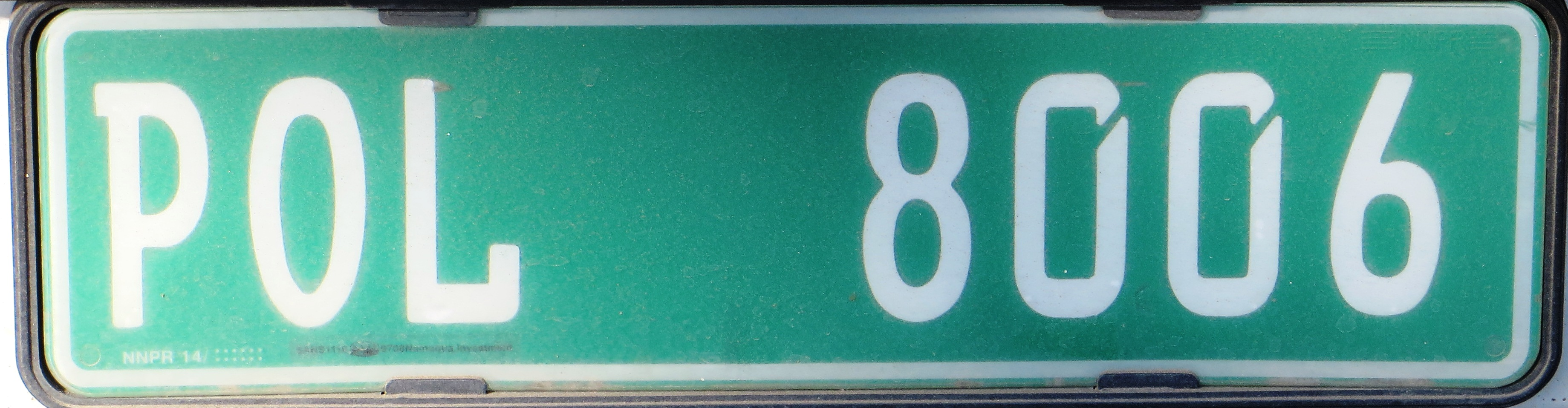
Plaque d’immatriculation d'un véhicule de police.

La plaque d’immatriculation en Namibie permet, comme tous les types de plaques minéralogiques d’identifier les véhicules. 
La version standard est uniforme dans tout le pays et comporte l'une des formes suivantes : 
| N 1 A       | N 1 AB       |
| N 12 A      | N 12 AB      |
| N 123 A     | N 123 AB     |
| N 1234 A    | N 1234 AB    |
| N 12345 A   | N 12345 AB   |
| N 123-456 A | N 123-456 AB |

La première lettre est toujours « N » pour Namibie. La ou les deux dernières lettres indiquent la ville ou la région d'origine du véhicule. Entre les deux, les numéros sont attribués séquentiellement dans chaque région, commençant par un chiffre unique et augmentant en longueur selon les besoins. La grande majorité des véhicules sont immatriculés à Windhoek, la capitale, et nécessitent six chiffres ; la plupart des autres régions utilisent actuellement trois ou quatre chiffres.
Depuis 2007, des plaques d'immatriculation personnalisées sont disponibles moyennant un supplément. Ces plaques peuvent comporter jusqu'à sept caractères alphanumériques, suivis du drapeau namibien et des lettres « NA ». Elles diffèrent également par leur couleur et leur matériau. Les plaques personnalisées sont en plastique acrylique blanc et leurs caractères sont bleu clair.
Les véhicules gouvernementaux utilisent des plaques d'immatriculation vert foncé avec des inscriptions blanches. Comme pour les plaques d'immatriculation ordinaires, les numéros sont attribués séquentiellement dans chaque région, commençant par un seul chiffre et augmentant progressivement selon les besoins. Les plaques des véhicules gouvernementaux sont préfixées par les lettres suivantes :
- NAM1 - véhicule de Sam Nujoma
- NAM2 - véhicule d'Hifikepunye Pohamba
- NAM3 - Véhicule de Hage Geingob
- Sceau présidentiel - Véhicule du président de la république de Namibie
- GRN - Véhicules du gouvernement
- JUD -Véhicules judiciaires
- NDF - Forces de défense namibienne
- POL - Police
- NCS - Namibian Correctional Service
- LNA - Législature assemblée nationale (depuis 2024)[2]
- LNC - Législature du Conseil national (depuis 2024)[2]

## Codes des villes
La liste qui suit peut être incomplète.
- A - Arandis
- AR – Aranos
- B –  Bethanie
- BK - Bukalo
- DV - Divundu
- EN – Eenhana
- G –  Grootfontein
- GO – Gobabis
- HB - Henties Bay
- HN - Helao Nafidi (depuis 2022)
- K –  Keetmanshoop
- KA – Karasburg
- KH – Khorixas
- KM – Katima Mulilo
- KR – Karibib
- KO - Okongo
- L –  Lüderitz
- M –  Mariental
- MA – Maltahöhe
- MT – Omuthiya
- ND – Ondangwa
- NK - Nkurenkuru
- OA - Okahao (Depuis 2022)
- OH – Okahandja
- OJ – Outjo
- OK – Okakarara
- OM – Omaruru
- ON – Otjinene
- OP – Opuwo
- OR – Oranjemund
- OT – Otjiwarongo
- OV – Otavi
- R –  Rehoboth
- RC – Ruacana
- RU – Rundu
- S –  Swakopmund
- SH – Oshakati
- T –  Tsumeb
- TK – Tsumkwe
- U –  Usakos
- UP – Outapi
- W –  Windhoek - Capitale
- WB – Walvis Bay